# Il battaglione perduto
Il battaglione perduto è un film TV del 2001, diretto da Russell Mulcahy e interpretato da Rick Schroder e Phil Mckee che racconta un fatto realmente accaduto durante la prima guerra mondiale.

## Trama
Francia, Argonne, ottobre 1918.
Mentre la Grande Guerra sta volgendo al termine, un battaglione formato da 9 compagnie della 77ª Divisione statunitense, guidato dal maggiore Charles White Whittlesey (Rick Schroder), riceve l'ordine di avanzare e tenere una posizione controllata dai tedeschi. Il generale Alexander dice loro che saranno fiancheggiati da una divisione francese e da un'altra americana ma in realtà si ritroveranno soli, senza cibo, acqua e medicinali, a doversi difendere per giorni e giorni contro i tedeschi che faranno di tutto per farli ritirare. Dai soldati americani catturati, e poi rilasciati, giungono i messaggi del generale avversario che chiede la loro resa immediata. Ma nessuno vuole arrendersi e tutti i contrattacchi tedeschi falliscono. L'artiglieria americana sparerà contro i tedeschi in quella zona ma sbaglierà il tiro e più di 60 uomini moriranno sotto il fuoco amico. Alla fine un aereo alleato perlustrerà la zona boschiva entro la quale il battaglione doveva trovarsi. Il pilota riesce a individuarli ma viene colpito; fortunatamente prima di morire riesce a dire al comando americano quello che aveva visto. Dei 600 soldati che erano partiti, meno di duecento riusciranno a tornare indietro.